# 拉卡托什·伊姆雷
拉卡托什·伊姆雷（匈牙利語：Lakatos Imre，1922年11月9日—1974年2月2日），又译伊姆雷·拉卡托斯，匈牙利数学哲学与科学哲学家，批判地继承了波普尔的科学哲学理论，提出了科学研究纲领方法论。